# リンデンフェルス
リンデンフェルス (ドイツ語: Lindenfels, ドイツ語発音: [ˈlɪndn̩fɛls]) は、ドイツ連邦共和国ヘッセン州ベルクシュトラーセ郡に属す市。

## 地理

### 位置
『オーデンヴァルトの真珠』とも讃えられるリンデンフェルスは、ヘッセン州南部のオーデンヴァルト内の森の豊かな山地に位置する。

### 隣接する市町村
リンデンフェルスは、北はモーダウタールとフィッシュバッハタール（ともにダルムシュタット＝ディーブルク郡）、北東はフレンキシュ＝クルムバッハ、東はライヒェルスハイム (オーデンヴァルト)（ともにオーデンヴァルト郡）、南はフュルト、西はラウタータールと境を接する。

### 市の構成
リンデンフェルス市は、オイルスバッハ、グラットバッハ、コルムバッハ、シュリーアバッハ、ジデンブーフ、ヴィンケル、ヴィンターカシュテンの市区からなる。

## 歴史

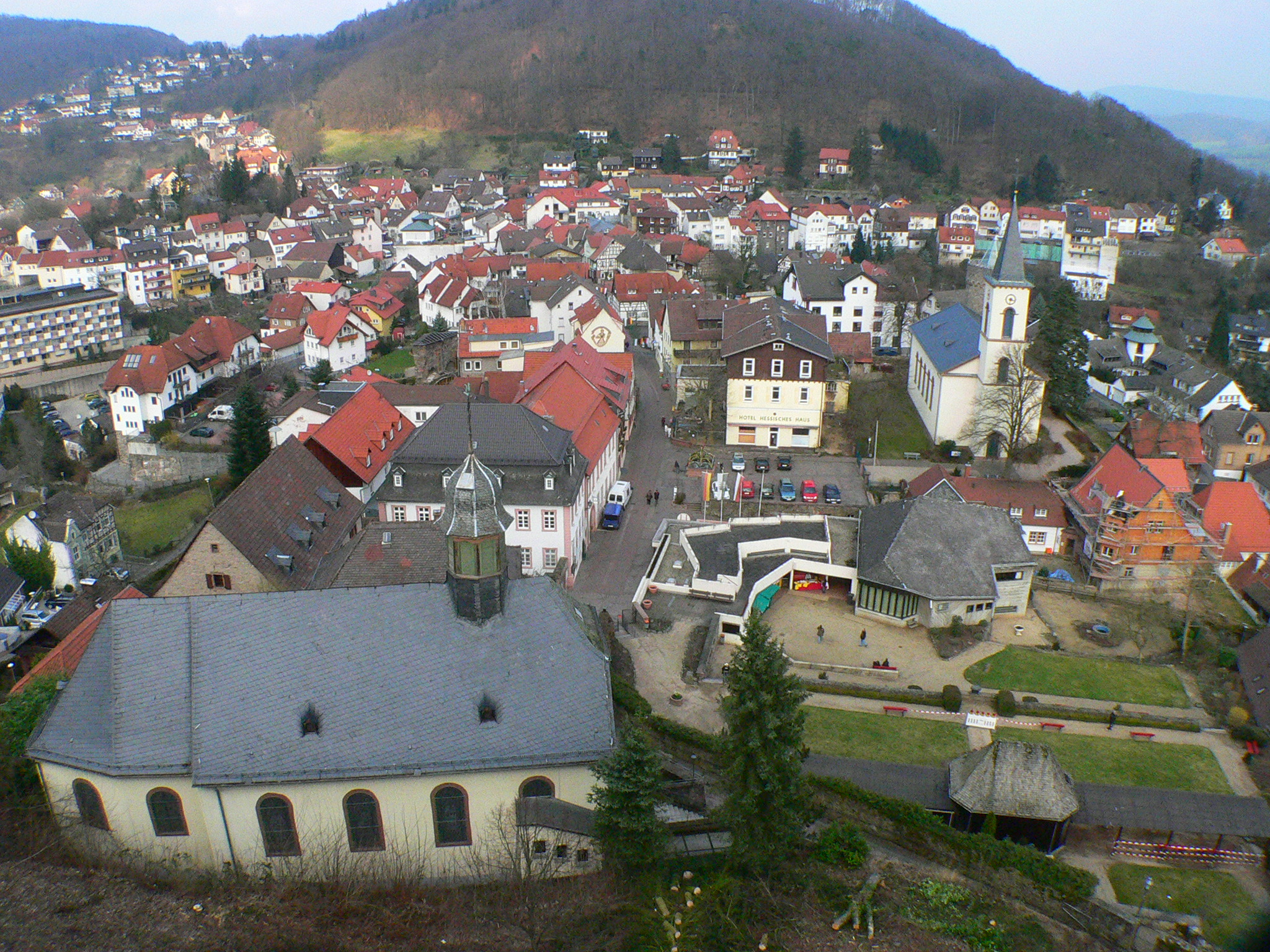
リンデンフェルスの街並み

リンデンフェルスは、1123年にロルシュ修道院の所領として初めて文献に記録されている。これ以後、この街は600年間プファルツ選帝侯領に属す。1336年に皇帝ルートヴィヒ4世によって都市権と市場開催権を与えられた。1802年、プファルツ選帝侯の廃止にともない、リンデンフェルスはヘッセン大公領となり、1821年から1832年までラントラーツベツィルク・リンデンフェルス（ラントラーツベツィルクは、当時の地方行政区分）の所在地、1852年から1874年まではリンデンフェルス郡の郡庁所在地であった。
1945年の第二次世界大戦終結後、リンデンフェルスはアメリカ占領地域に属した。アメリカ軍政部は、Displaced Persons （追放された人々、DP）を収容するためのDPキャンプを設けた。このキャンプは1948年11月に廃止された。
リンデンフェルスは1969年にheilklimatischer Kurort（療養施設が整備された保養地）の肩書きを与えられた。

## 行政

### 市議会
リンデンフェルスの市議会は31議席からなる。

### 市長
ミヒャエル・ヘルビヒ (SPD) は、2013年3月3日に市長に選出された。

### 友好都市
- Moëlan-sur-Mer（フランス、フィニステール県）1968年
- Pawłowiczki（ポーランド、オポーレ県）1998年

## 年中行事
リンデンフェルスの重要な年中行事には以下のものがある。
- 伝統的な「城と民族衣装祭」: 8月の第1週末。花火、パレード、城での民俗祭。
- 中世スペクタクル: 5月。騎士の馬上試合が行われる。
- 民俗文化の日: 10月。伝統的なオーデンヴァルトのしきたりや手工芸芸作品の紹介がある。

## 建築

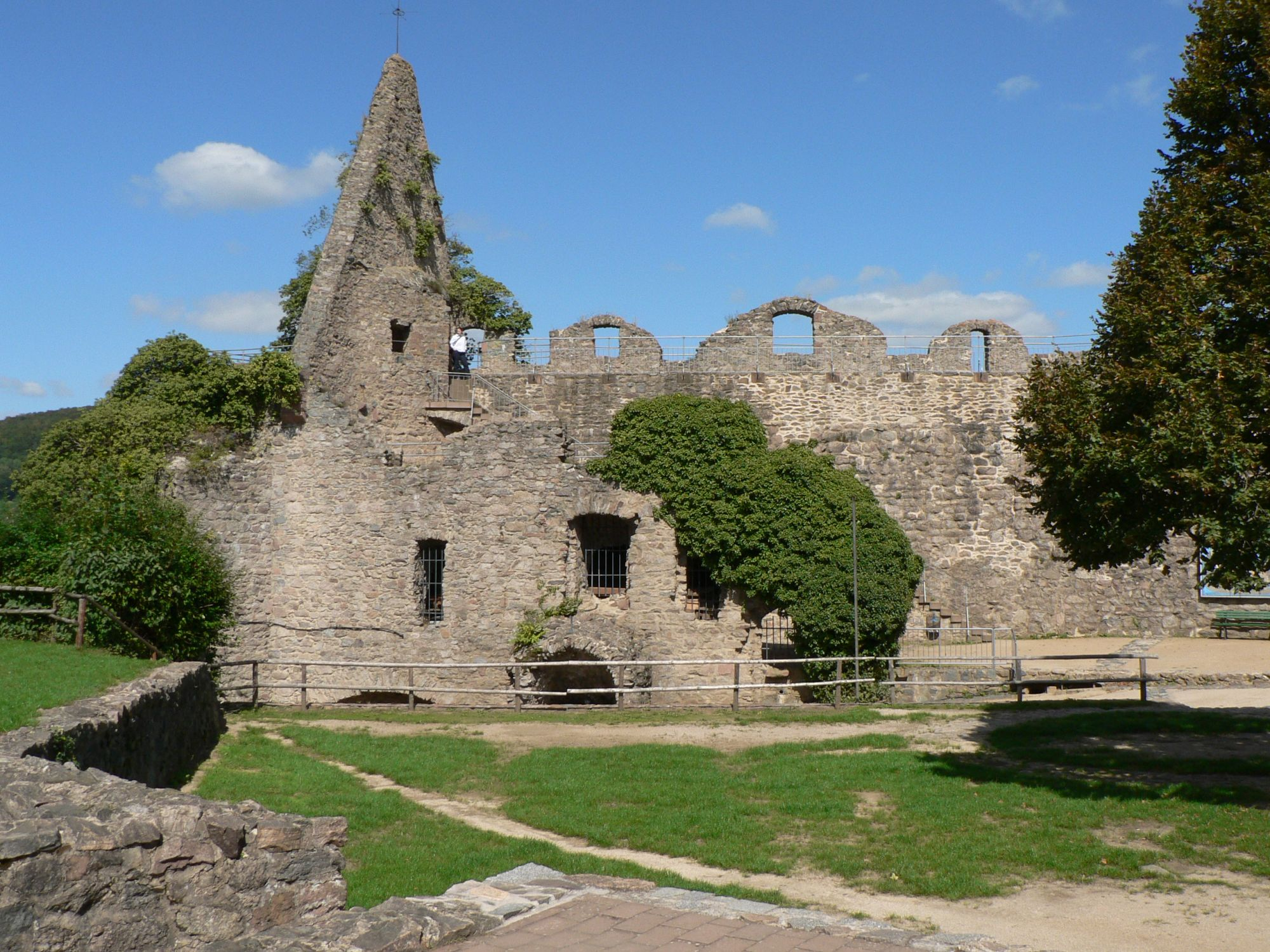
リンデンフェルス城

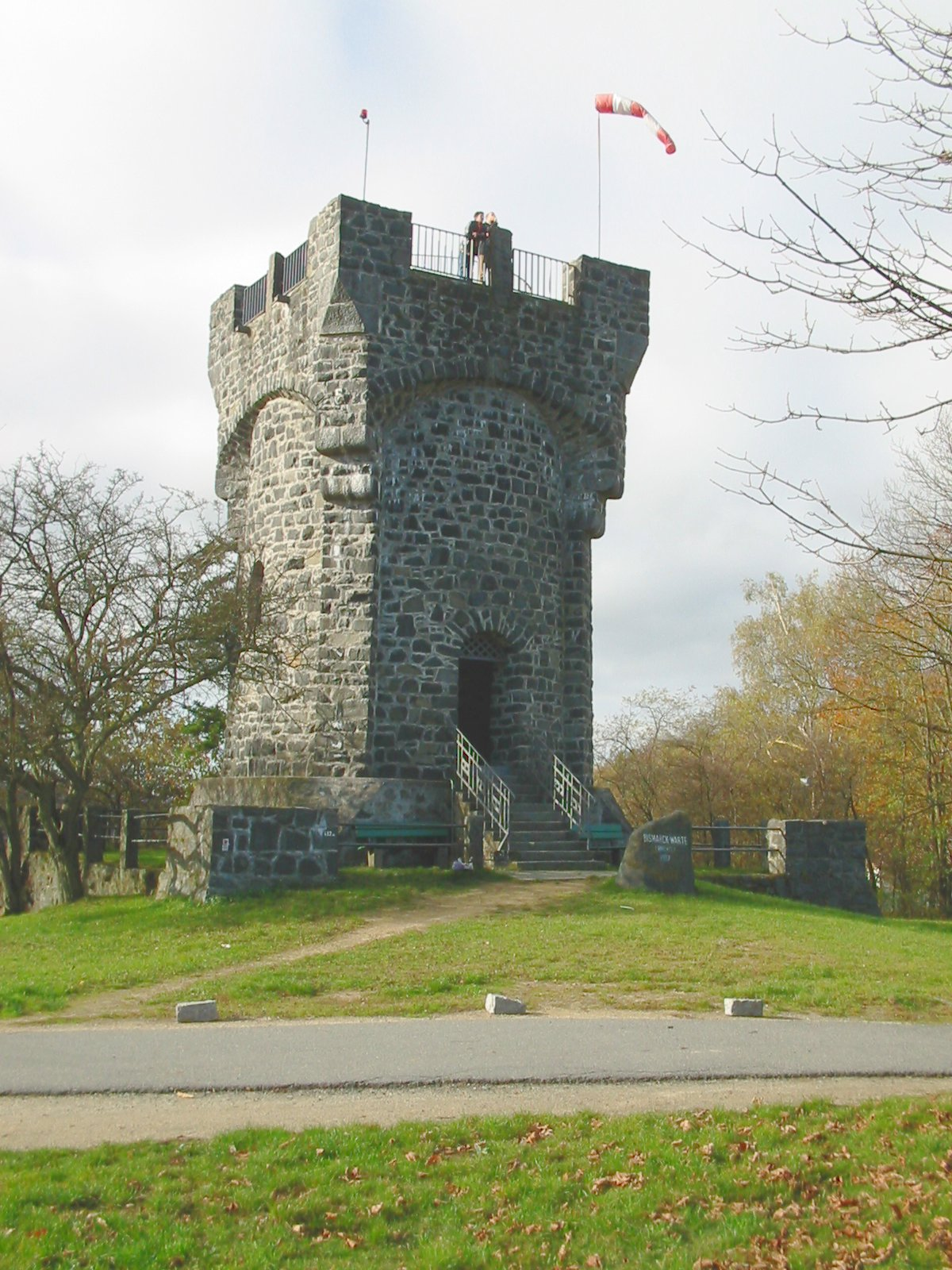
ビスマルク塔

- 市の中央にリンデンフェルス城址があり、現在では人気の日帰り観光地となっている。この城からはヴェシュニッツ渓谷の眺望が楽しめる。
- ビスマルク展望塔（ドイツに多くあるビスマルク塔の一つ）は、海抜452mのリッツェルレーダー・ヘーエに建っている。この塔は1906年から1907年に美化・観光サークルとリンデンフェルス・オーデンヴァルトクラブによって建設された。塔の高さは12.3mで、無制限に一般開放されている。1997年から1998年に、この塔は完全に改修された。内部の階段を使って塔の上に上ることができ、ここからはリンデンフェルス周辺の渓谷のすばらし眺めを楽しむことができる。
- この他の見所としては、民家「バウアー・デ・ベタッツ」、フュルト門、城へ向かう歩行者専用道を縁取る様々な木組み建築やバロック建築（ここには町役場やカトリック教会を含む）がある。
- リンデンフェルス近郊のクレーベルクには高さ122mのドイツ・テレコムの超短波指向性送信塔がある。

## 人物

### 出身者
- トマス・ハインツェ（1964年 - ）劇作家
- ティモ・グロック（1982年 - ）F1ドライバー
- ゼバシュティアーン・クナイスル（1983年 - ）サッカー選手

## 引用
1. ↑  Hessisches Statistisches Landesamt: Bevölkerung in Hessen am 31.12.2023 (Landkreise, kreisfreie Städte und Gemeinden, Einwohnerzahlen auf Grundlage des Zensus 2011)]
2. ↑  Max Mangold, ed (2005). Duden, Aussprachewörterbuch (6 ed.). Dudenverl. p. 512. ISBN 978-3-411-04066-7
3. ↑  “アーカイブされたコピー”. 2007年9月29日時点のオリジナルよりアーカイブ。2008年10月2日閲覧。